# Пальмароли, Висенте
Висенте Пальмароли Гонсалес (исп. Vicente Palmaroli González; 5 сентября 1834, Сарсалехо — 25 января 1896, Мадрид) — испанский художник середины XIX века, представитель академизма и стиля неорококо. Создавал портреты, брался за бытовой и батальный жанры.

## Биография
Родился в 1834 году в испанском Сарсалехо в семье итальянца-литографа Гаэтано Пальмароли и его жены-испанки. Первые уроки мастерства получил под руководством отца. Ранние работы Пальмароли были выполнены в строгих традициях академизма и на типичиные для этого стиля сюжеты из библейской и античной истории. Подражая Мейссонье, писал также салонные жанровые сцены.
В 1857 году Пальмароли отправился в путешествие по Италии с целью усовершенствовать свое мастерство. В Риме присоединился к группе испанских живописцев, прибывших в Италию раньше него, в которую также также входили: Алехо Вера, Диоскоро Пуэбла, Хосе Касадо дель Алисаль, Эдуардо Росалес, Мариа Фортуни и другие. Художники собирались в кафе «Греко».
В 1862 Пальмароли представил две созданные им в Италии картины на Национальной выставке в Мадриде и завоевал первый приз. В следующем году художник вернулся в Рим и пробыл там до 1866 года.
Пальмароли слыл знаменитым портретистом и был тесно связан с королевским двором Испании. Его кисти принадлежат портреты аристократов и членов королевской семьи. В портретной живописи Пальмароли отдавал предпочтение реализму, не приукрашивая и не скрывая недостатков своих моделей.
В 1872 он получил от королевского правительства должность профессора Королевской академии изящных искусств Сан-Фернандо. В следующем году переехал в Париж, где создавал преимущественно небольшие картины в духе легкой салонной живописи, удовлетворяя вкусы парижской публики. В 1883 году Пальмароли перебрался в Рим и жил там до 1894 года. Вернувшись в Мадрид, был назначен на должность директора Музея Прадо, где сегодня хранятся некоторые его картины. Эту должность сохранял до своей смерти. Умер в 1896 году от осложнений после инсульта.

## Галерея

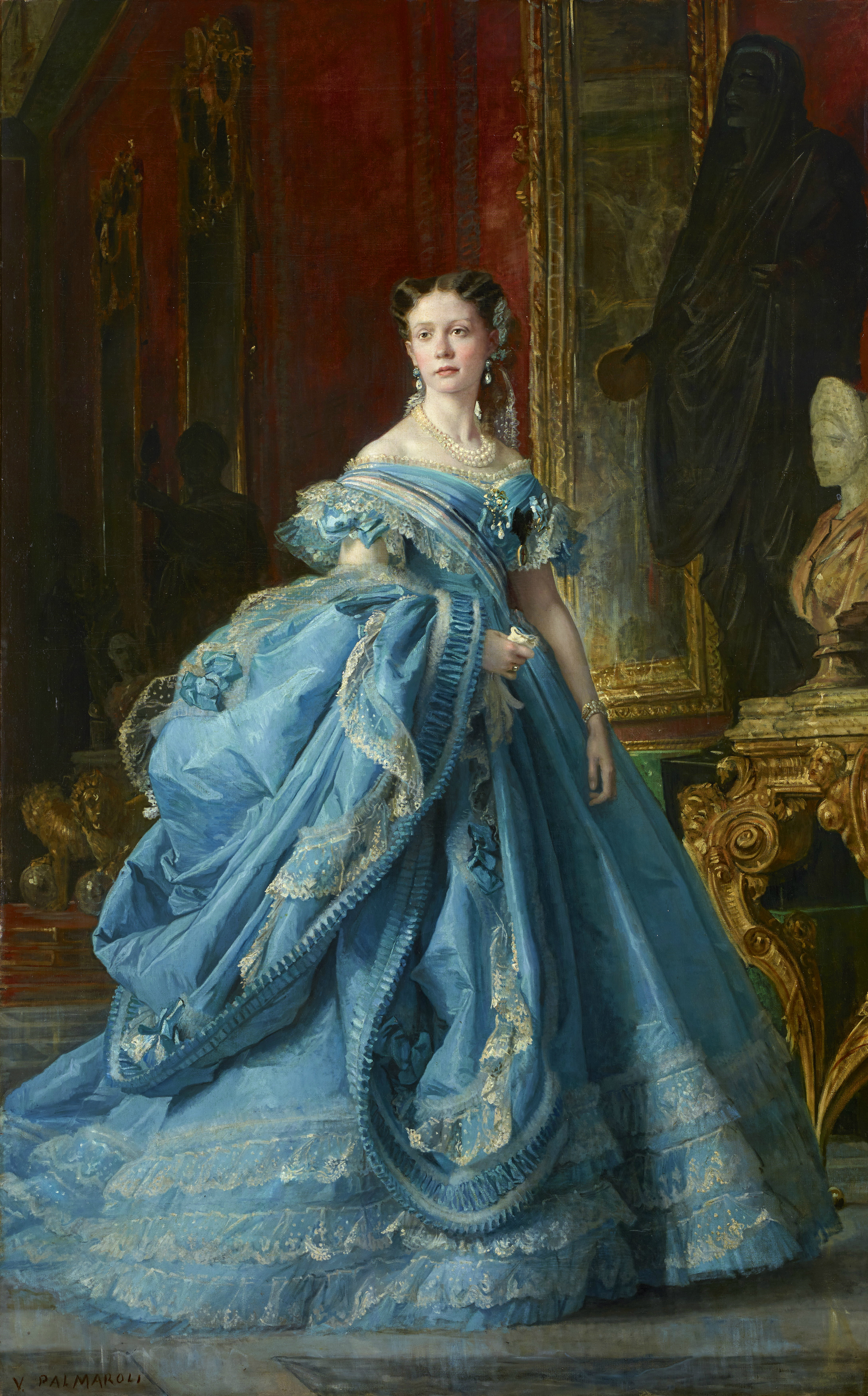
Изабелла Испанская, 1866
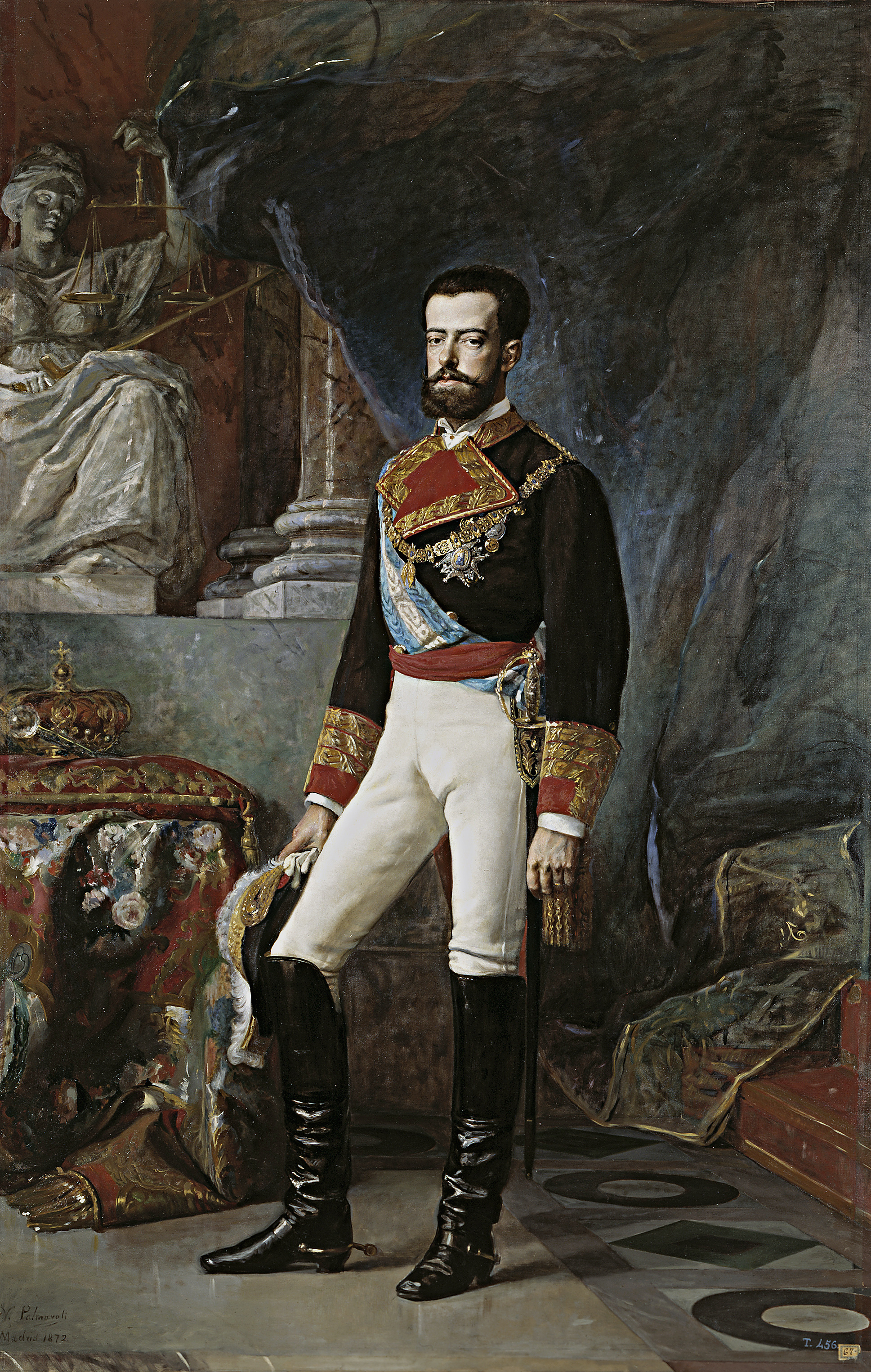
Амадей I (король Испании)
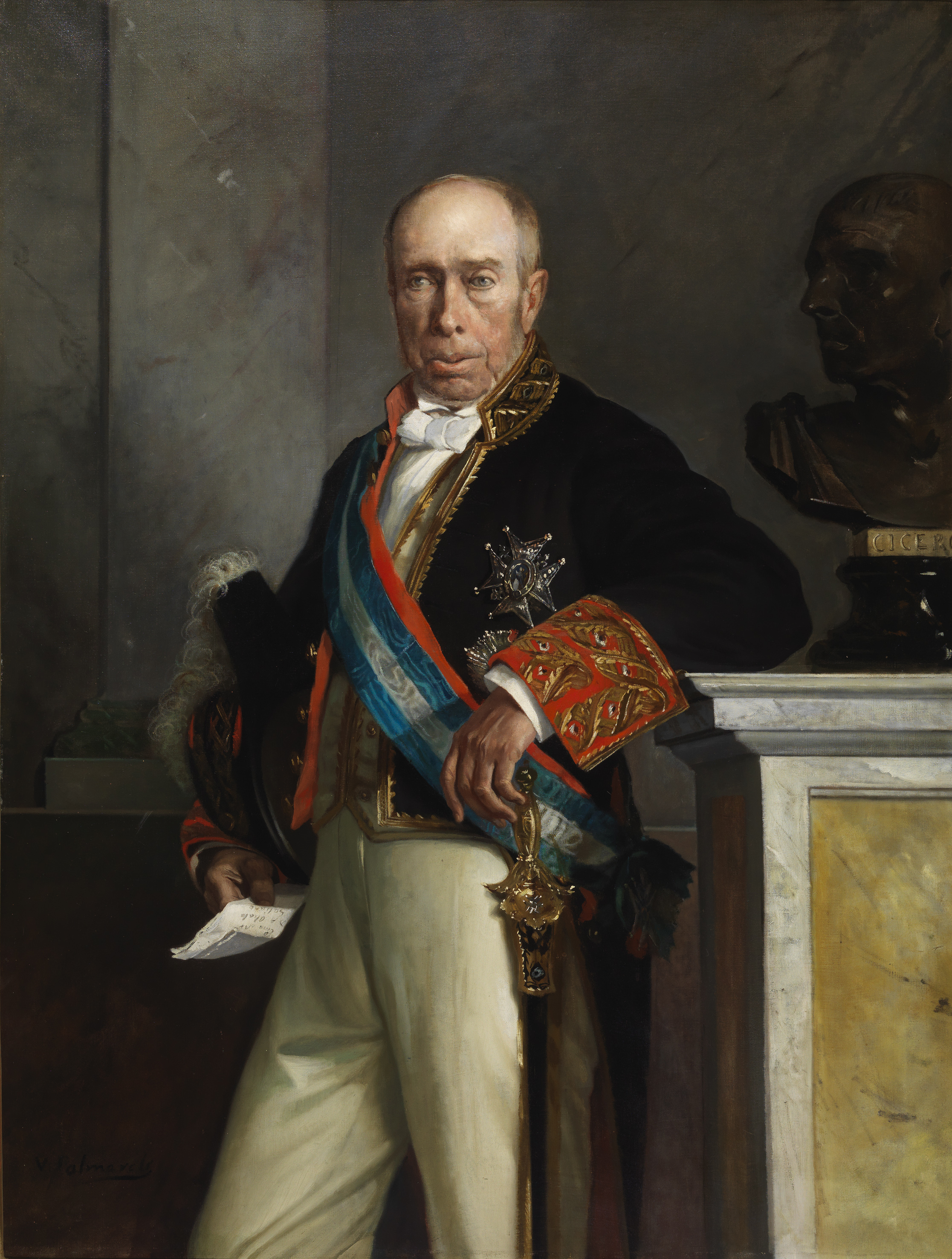
Антонио Алькала Гальяно
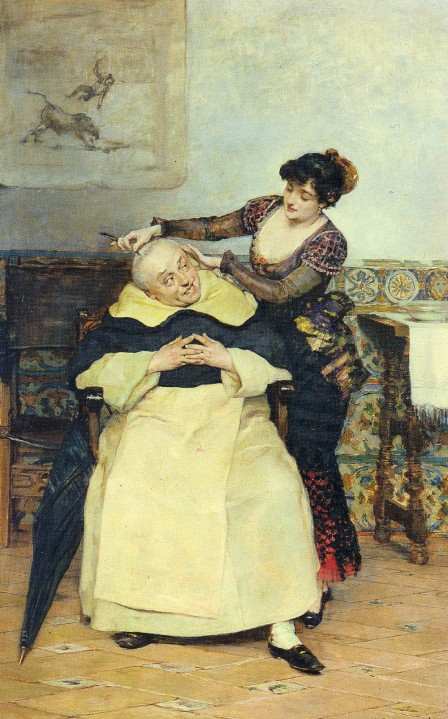
Бритьё
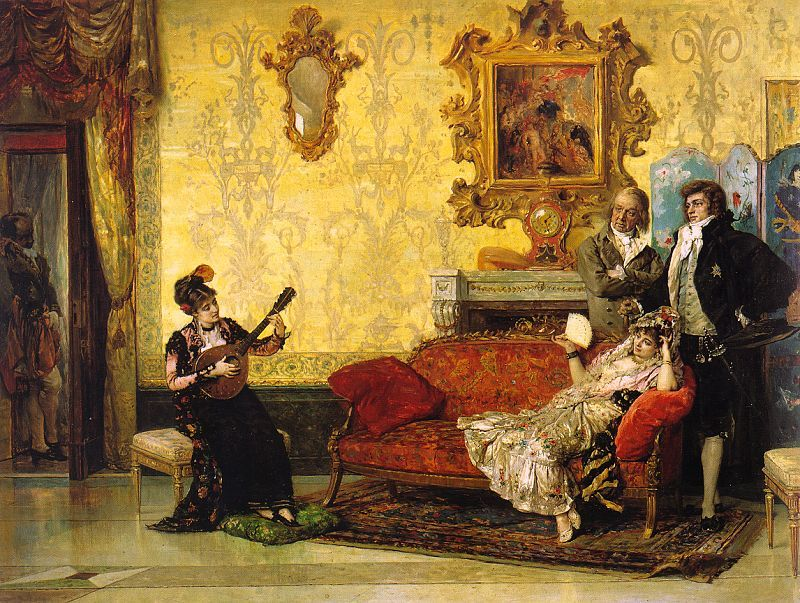
Концерт
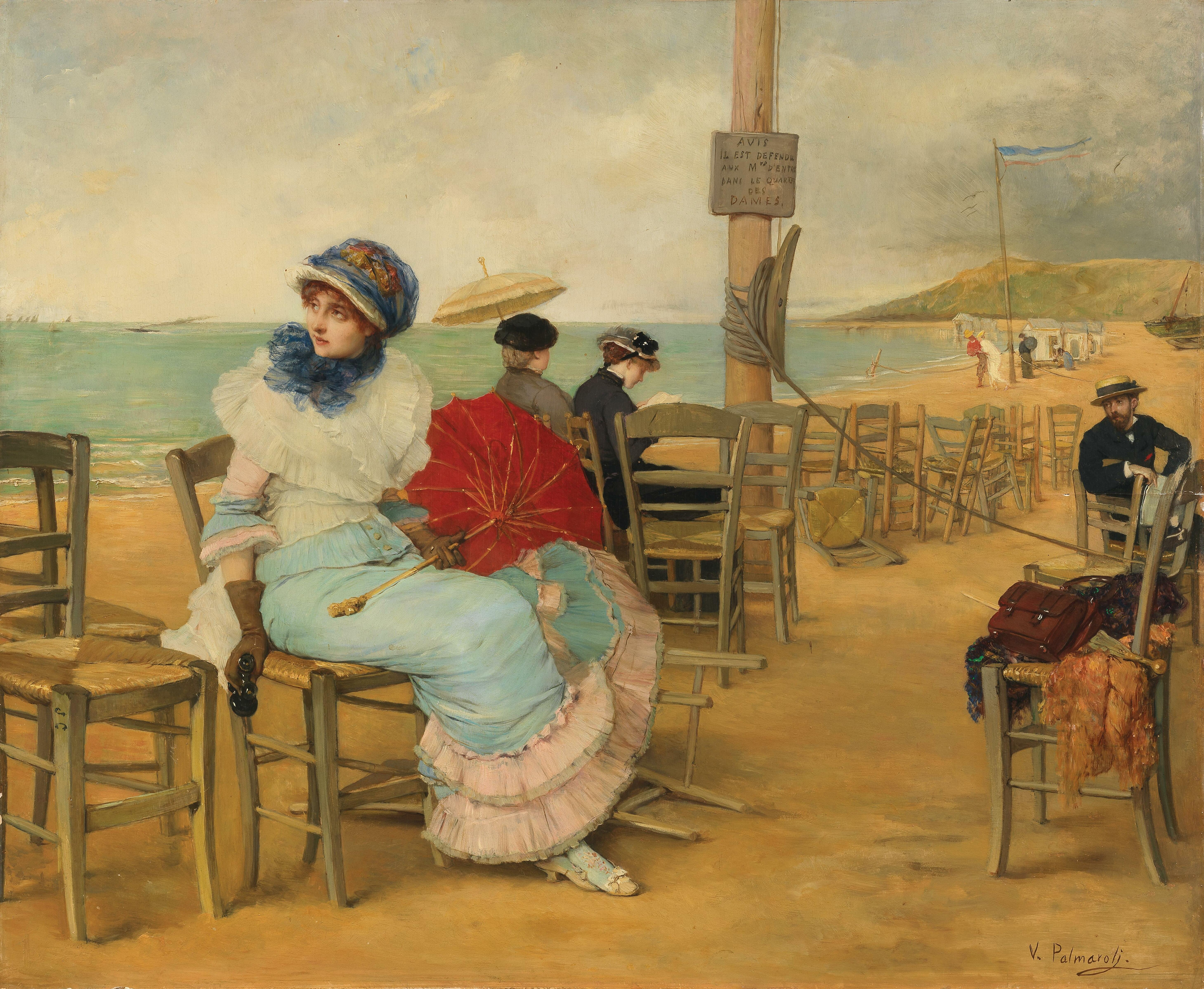
На пляже
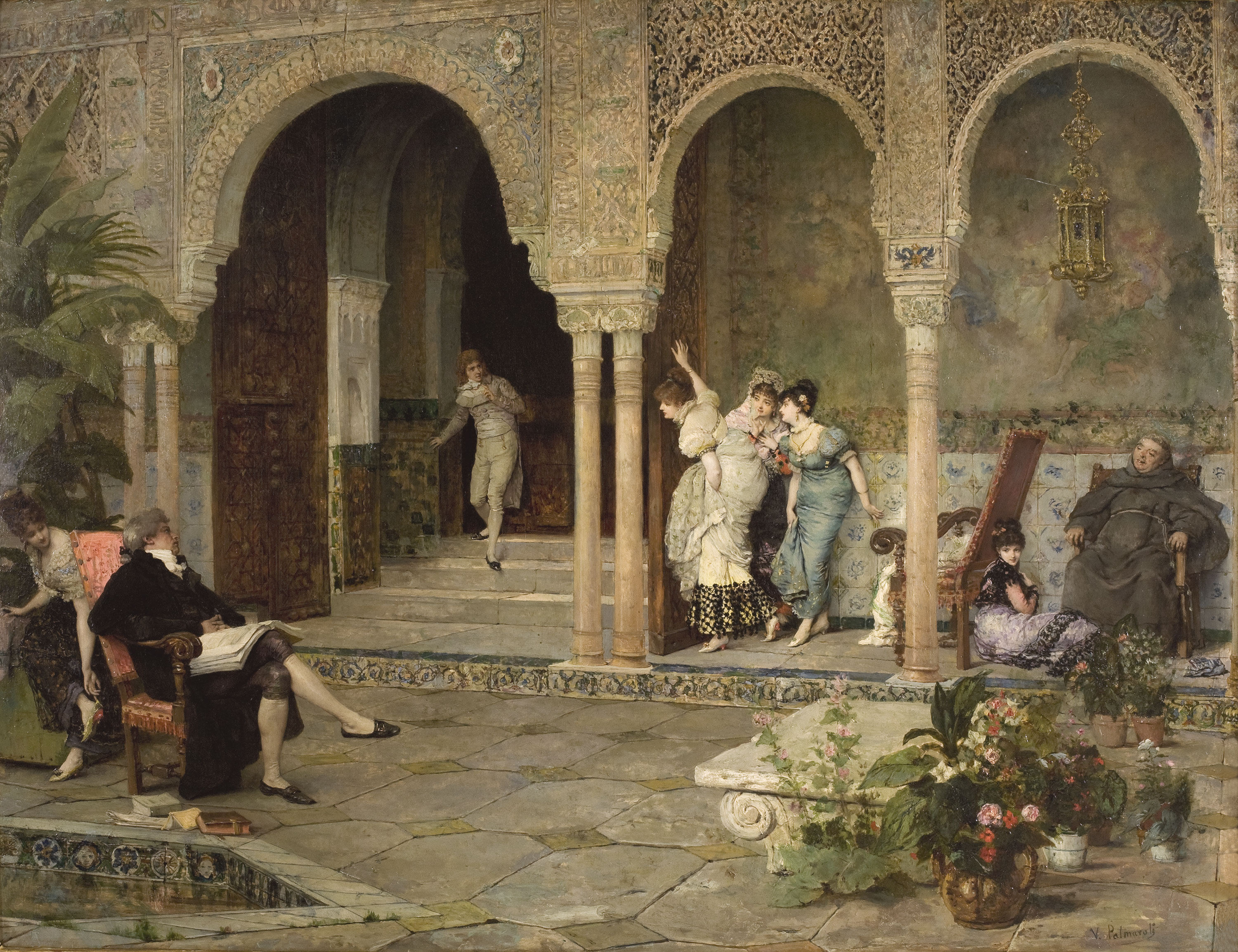
Игра в прятки
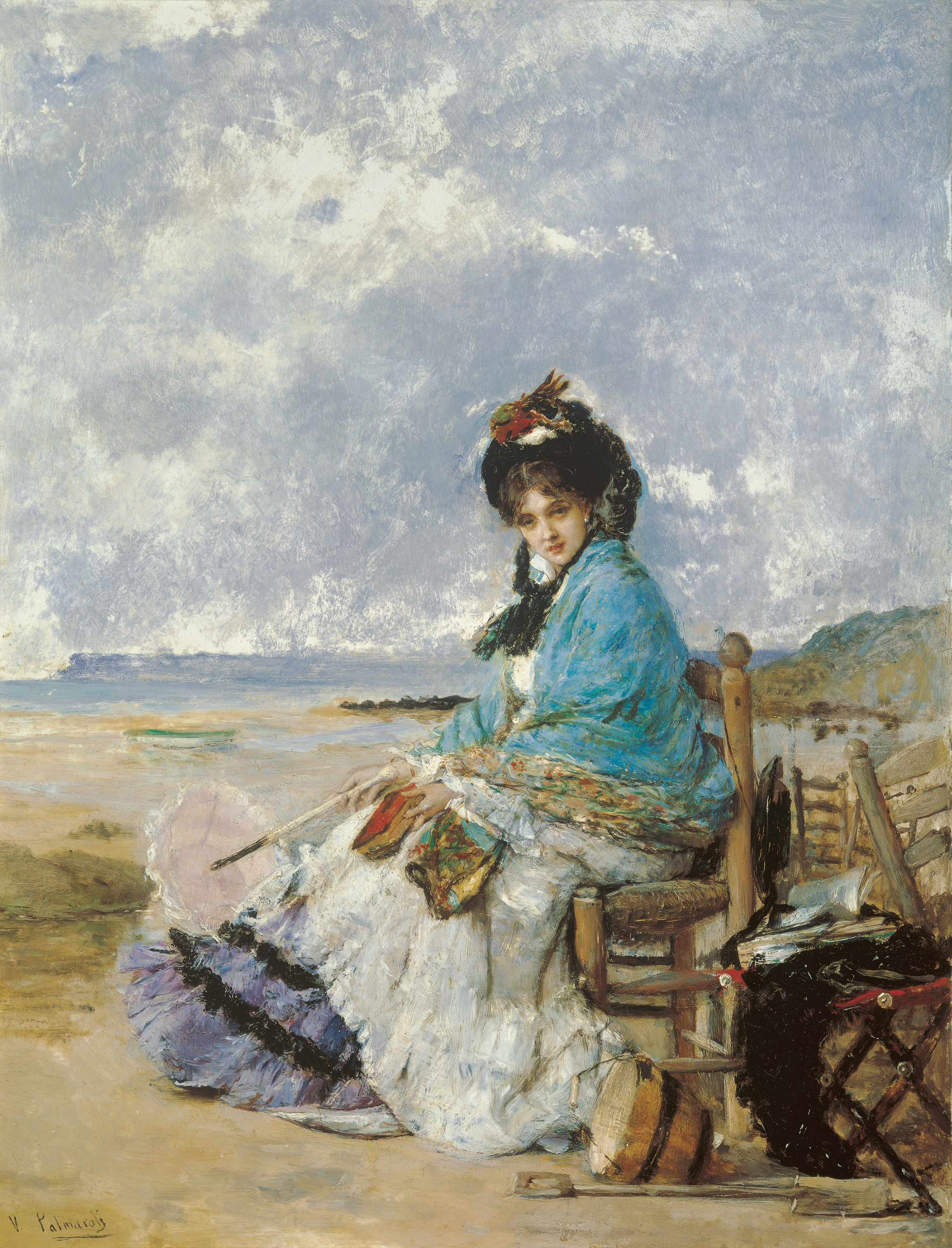
Летний день
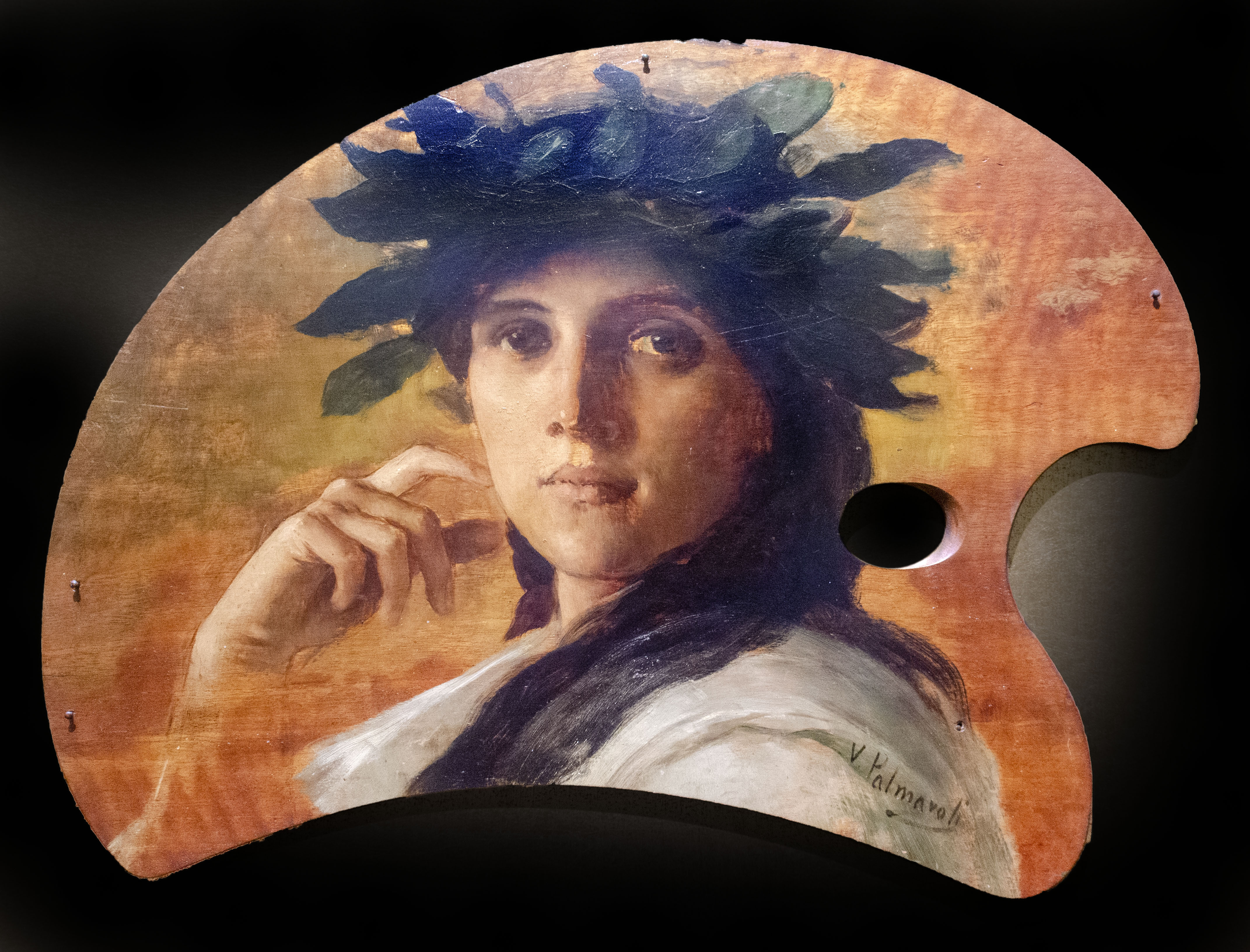
Амелия. Роспись на палитре.
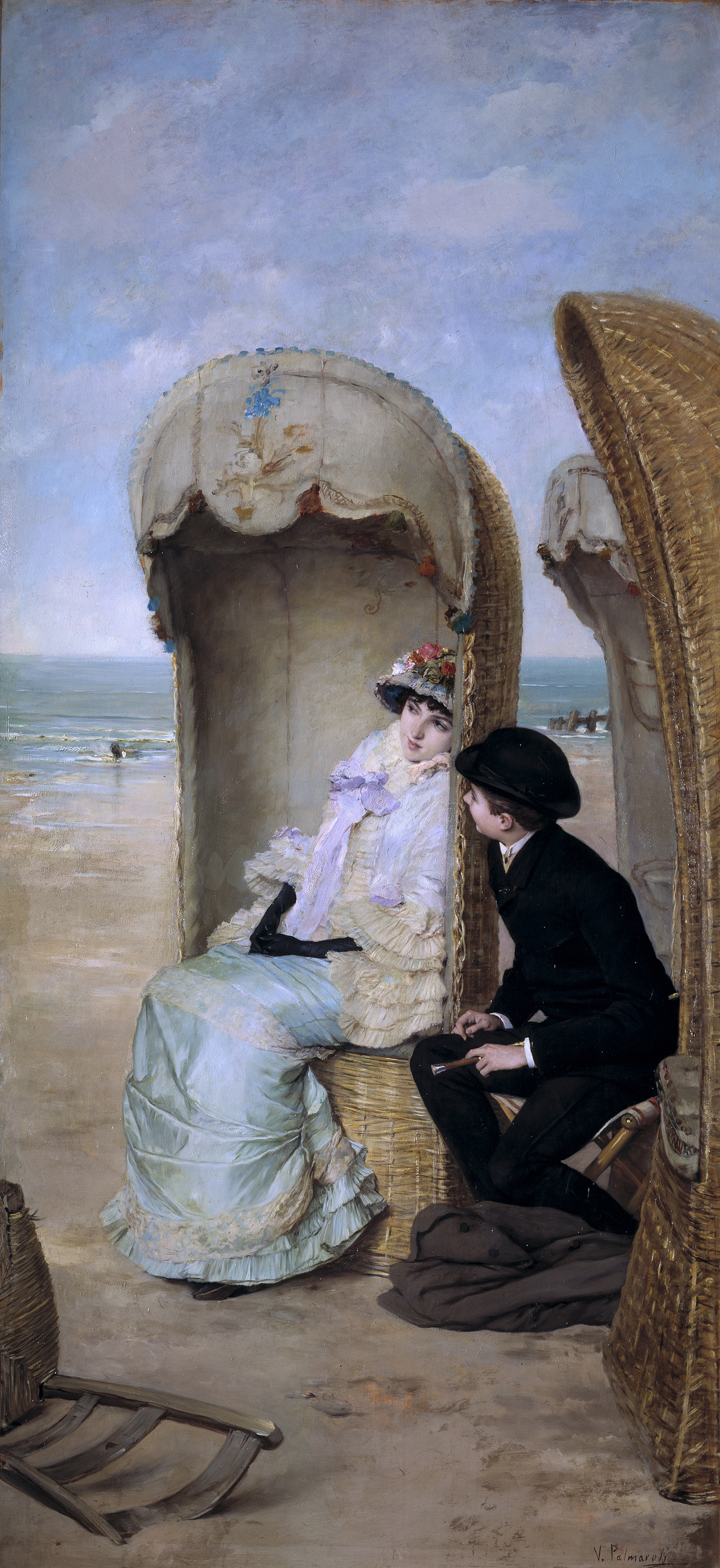
«Исповедь»
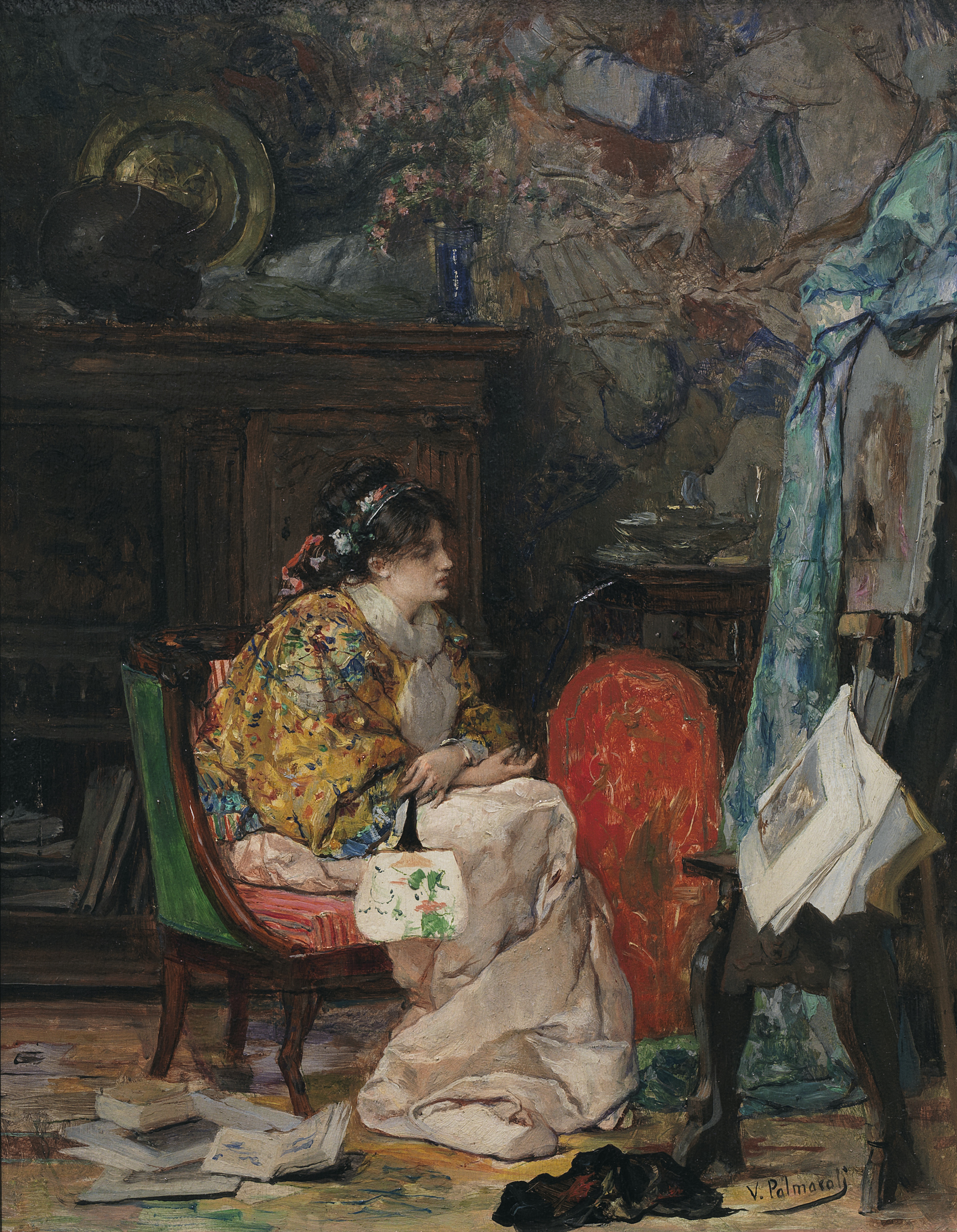
Художница в мастерской.
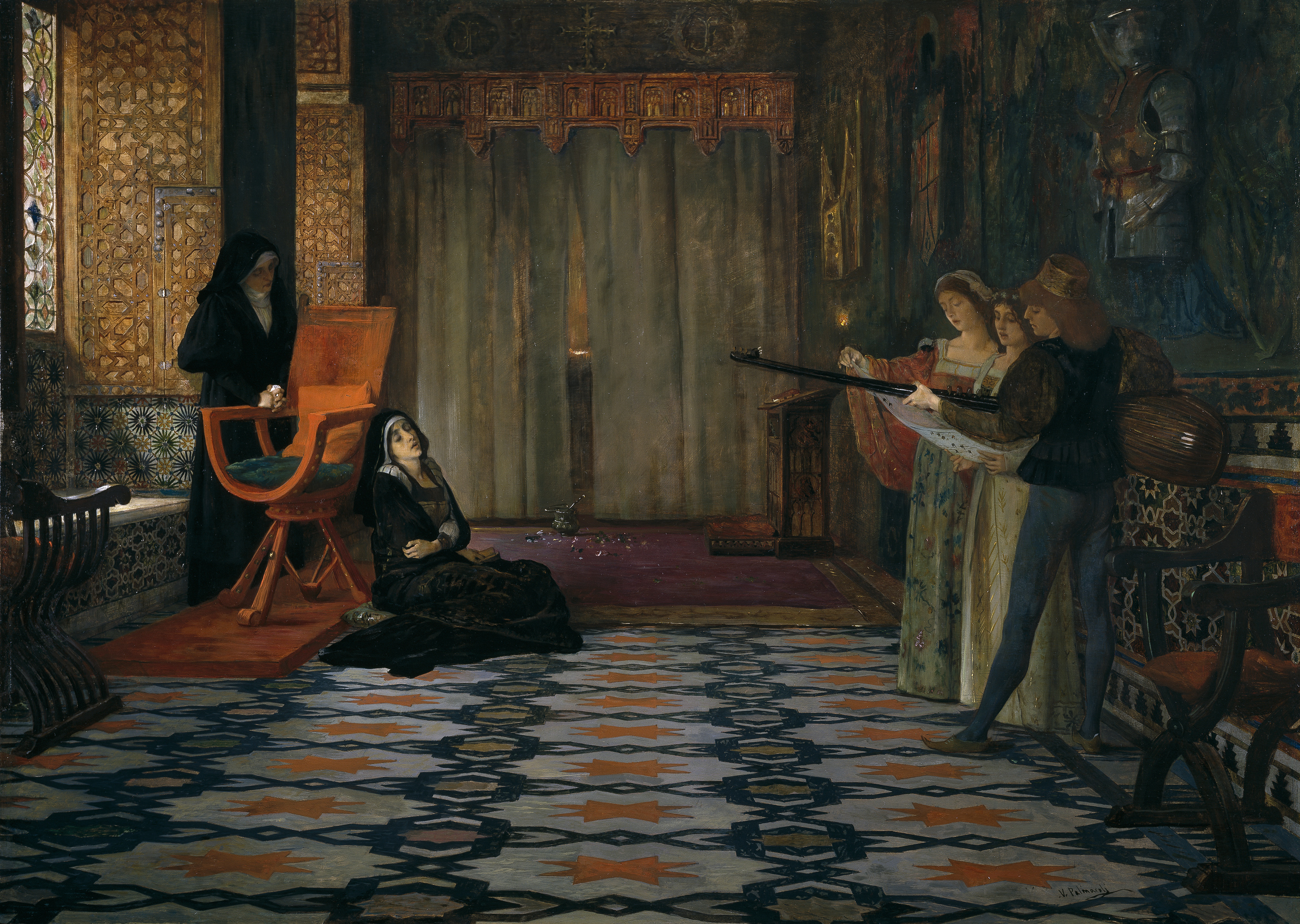
Королева Хуана I Безумная слушает музыку.
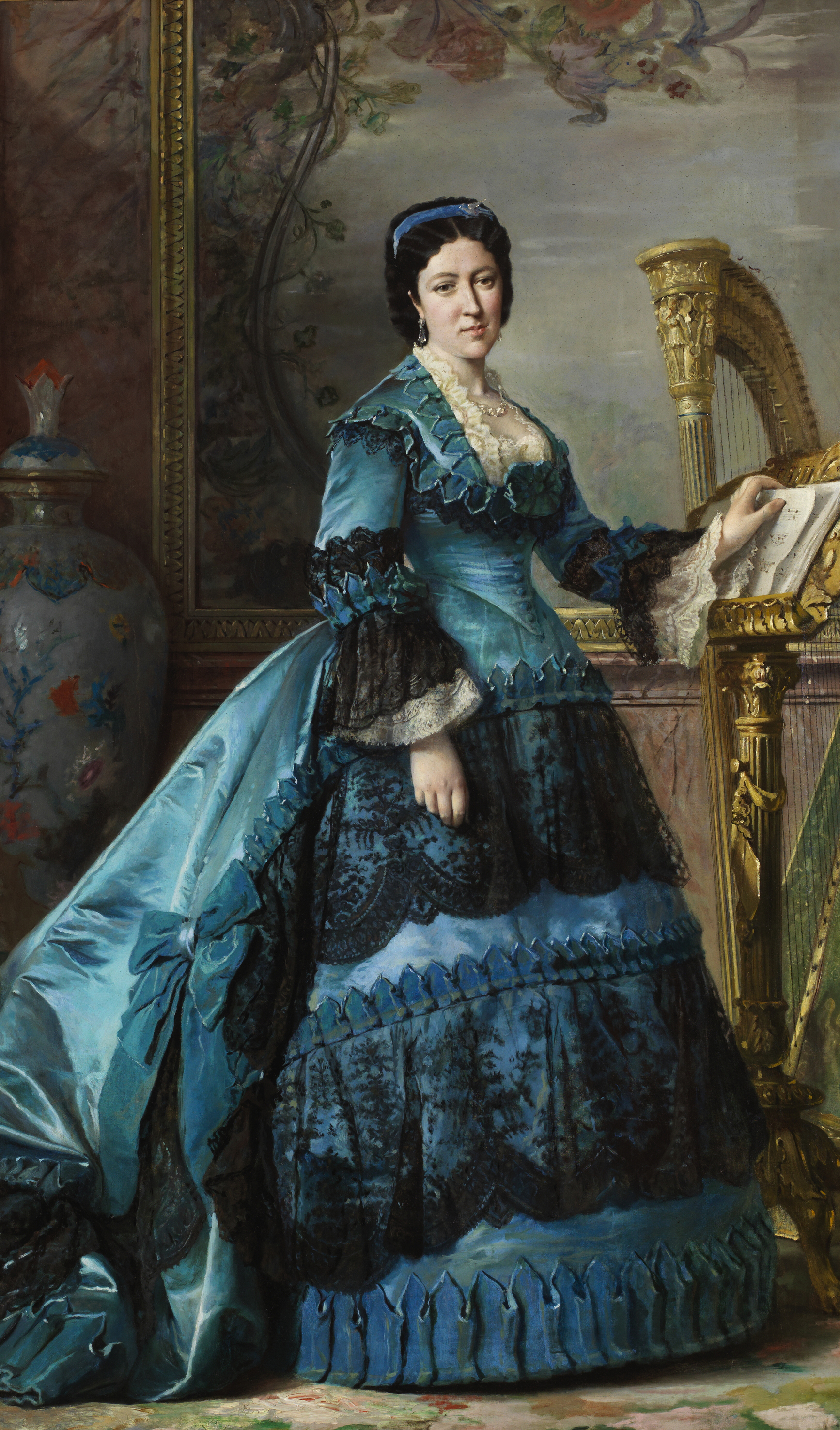
Портрет герцогини Байленской.